# Chris Cornell
Christopher John (Chris) Cornell (geboortenaam Boyle; Seattle, 20 juli 1964 – Detroit, 18 mei 2017) was een Amerikaans rockmusicus. Hij was de leadzanger van de rockband Soundgarden en frontman van Audioslave. Als soloartiest heeft Cornell vier studioalbums uitgebracht. Ook was hij de initiator achter Temple of the Dog, een eerbetoon aan zijn overleden vriend en collega-zanger Andrew Wood.
Cornells zangstijl werd gekenmerkt door zijn stembereik van vier octaven en het gebruik van de zangtechniek 'belten'. Lezers van het Amerikaanse muziektijdschrift Guitar World riepen hem uit tot de grootste rockzanger ooit en hij werd gerangschikt als vierde in de lijst Heavy Metal's All-Time Top 100 Vocalists van Hit Parader en negende in de verkiezing voor beste leadzanger aller tijden van Rolling Stone.

## Biografie

### Jeugdjaren
Cornell groeide op in zijn geboortestad Seattle in een gezin van zes kinderen; hij heeft twee oudere broers en drie jongere zussen. Zijn ouders zijn Ed Boyle (een apotheker van Ierse afkomst) en Karen Cornell (een accountant met een Joodse achtergrond).
Op zevenjarige leeftijd ging Cornell op pianoles en begon hij te luisteren naar platen van Lynyrd Skynyrd, de Beatles en Alice Cooper. Al gauw stopte hij met pianoles en ging hij drummen. Tussen zijn negende en elfde levensjaar heeft Cornell een periode gekend waarin hij leed aan een ernstige depressie. Hij kwam amper buitenshuis en luisterde continu naar Beatles-platen in de kelder van zijn huis. Cornell was als tiener een eenling, maar leerde dankzij de muziek om te gaan met zijn verlegenheid richting andere mensen. Zijn vader en moeder scheidden toen Cornell veertien jaar was. Alle kinderen namen de achternaam van hun moeder aan, zo ook Chris. Toen Cornell op vijftienjarige leeftijd voortijdig van highschool af moest ging hij werken als kelner en werkte zich op tot sous-chef.
Cornell begon met zingen in zijn eerste band die The Jones Street Band heette. Ze speelden covers van bands als Rush, AC/DC, de Sex Pistols en de Ramones. In 1982 sloot Cornell zich aanvankelijk als drummer aan bij de Shemps, waar Hiro Yamamoto basgitaar speelde. Nadat de Shemps zonder zanger kwamen te zitten ging Cornell die rol invullen. De bands repertoire bestond uit nummers van The Doors, Jimi Hendrix, Otis Redding en Buddy Holly. Cornell was inmiddels het huis uit en werd een kamergenoot van Yamamoto. Toen Yamamoto uit de Shemps stapte werd hij vervangen door Kim Thayil. In 1984, toen de Shemps opgeheven waren, waren Cornell en Yamamoto op zoek naar een gitarist om hun eigen band te kunnen vormen. (Cornell: "Ik was een drummer en hij was een bassist. Het was dus een soort wetmatigheid dat we een band moesten oprichten.") Uiteindelijk kwamen ze uit bij Thayil en noemden ze hun band Soundgarden.

### 1984-1997: Soundgarden
Toen Soundgarden werd opgericht in 1984 vervulde Cornell in eerste instantie de rollen van zanger en drummer. Om Cornell zich te laten focussen op de zang, werd al gauw een nieuwe drummer bij de band gehaald. Kortstondig werd dit ingevuld door Scott Sundquist, die na een jaar permanent vervangen werd door Matt Cameron. Vanaf het ontstaan van Soundgarden nam Cornell zanglessen en breidde hij zijn muzikale vaardigheden uit door zichzelf gitaar en basgitaar te leren spelen.
Soundgarden groeide uit tot een van de grondleggers van grunge, een subgenre van alternatieve rock afkomstig uit Seattle. Evenals de Melvins was Soundgarden een van de eerste bands die punkrock wisten te combineren met heavy metal à la Black Sabbath. Na eerst enkele platen (waaronder hun debuutalbum Ultramega OK uit 1988) op de indie-platenlabels Sub Pop en SST Records te hebben uitgebracht, werd Soundgarden de eerste grungeband die tekende bij een groot label; hun tweede album Louder Than Love werd in 1989 uitgebracht door A&M. Nadat de bands Nirvana en Pearl Jam grunge populair maakten bij het grote publiek werd ook Soundgarden bekend bij het mainstream-publiek en werd hun album Badmotorfinger uit 1991 multi platinum. De band brak internationaal door met Superunknown (1994), dat de twee Grammy-winnende singles "Black Hole Sun" en "Spoonman" bevatte en uiteindelijk de bands grootste succes zou zijn. Soundgardens laatste album was Down on the Upside uit 1996, een album waarop de band afweek van hun grunge-stijl en experimenteerde met een andere sound. Wereldwijd verkocht de band meer dan twintig miljoen albums. Met ieder album dat Soundgarden maakte kwam de groei van Cornells vocale capaciteiten tot uiting en ontwikkelde hij zijn stem tot een van de beste in de hedendaagse rockmuziek. Vanwege muzikale meningsverschillen ging Soundgarden in april 1997 uit elkaar.

### 1998-2000: solocarrière
Na het uitelkaargaan van Soundgarden begon Cornell in 1998 met Natasha Shneider en Alain Johannes van de band Eleven te werken aan een soloalbum. Het album heette Euphoria Morning en kwam uit op 21 september 1999. Hoewel het album door critici zeer goed ontvangen werd, staken de verkoopcijfers, met 343.000 verkochte exemplaren in de VS, schril af bij die van Cornells albums met Soundgarden. Op Euphoria Morning bewandelde Cornell een heel ander pad dan dat hij met Soundgarden deed en lag de nadruk vooral op zijn teksten en zangcapaciteiten. Het album ontving een Grammy-nominatie in de categorie 'Best Male Rock Performance', evenals de single "Can't Change Me" die meedong voor 'Best Male Rock Vocal Performance'. Het nummer "Wave Goodbye" nam hij op als eerbetoon aan zijn toen onlangs overleden vriend en collega-muzikant Jeff Buckley. Van het nummer "Mission" werd een remix gemaakt genaamd "Mission 2000", die gebruikt werd voor de soundtrack van de film Mission: Impossible II.
Kort na het uitkomen van het album begon Cornell met zijn eerste solo-tournee, waarin hij nummers uit alle periodes van zijn artiestenbestaan ten gehore bracht.

### 2001-2007: Audioslave

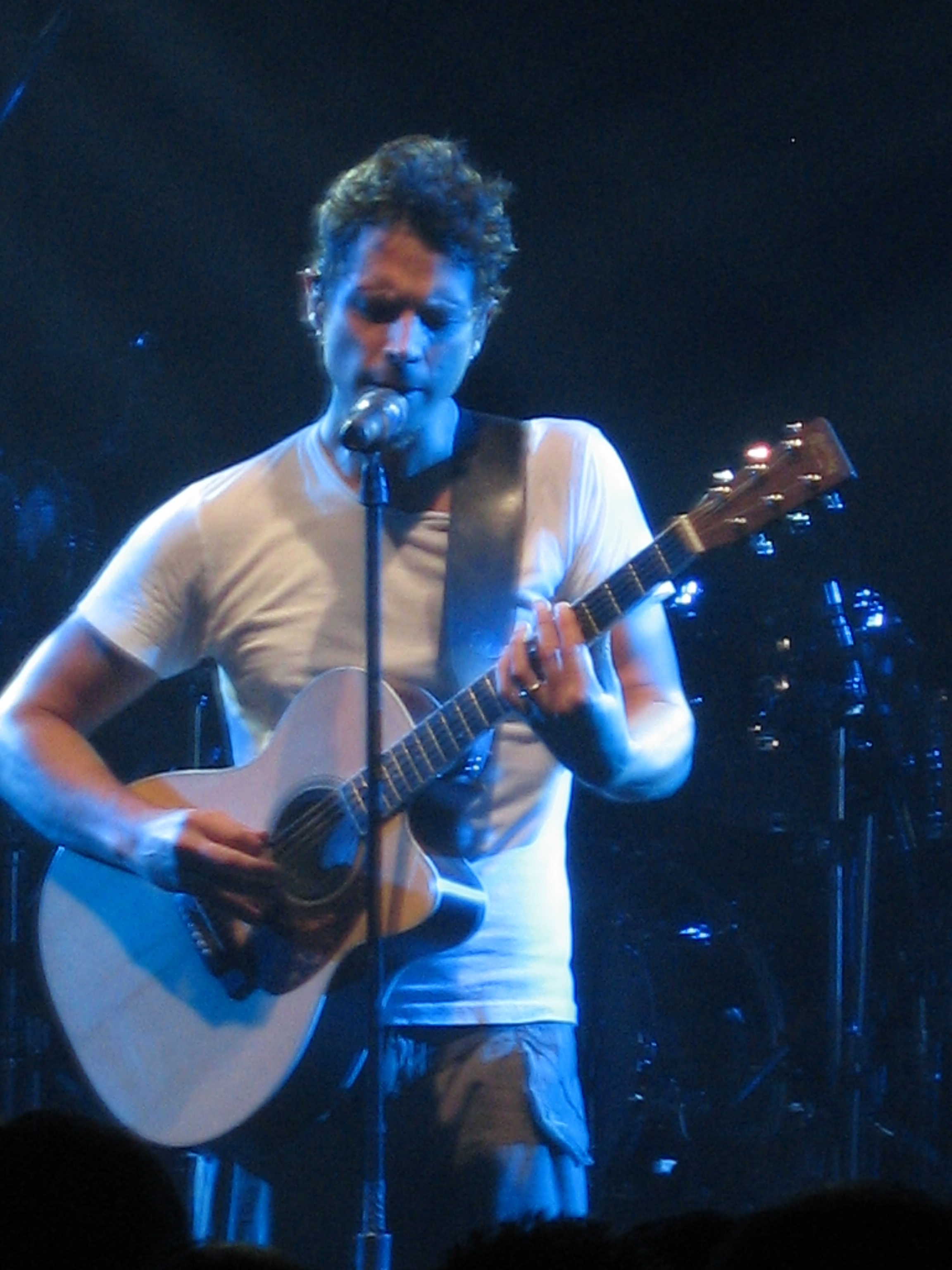
Cornell tijdens een concert met Audioslave in Montreux in juli 2005.

Nadat Zack de la Rocha in 2000 afscheid nam van Rage Against the Machine, waren de resterende bandleden op zoek naar een nieuwe frontman. Hun producent Rick Rubin stelde voor om eens te jammen met Chris Cornell. Hoewel Cornell bezig was aan een tweede soloalbum ging hij in op het aanbod van Tim Commerford, Tom Morello en Brad Wilk. Al snel bleek de klik er te zijn tussen het viertal en besloten ze Audioslave te vormen. (Cornell: "Binnen tien minuten, waarin we gewoon wat dingen verzonnen en speelden, klonk het fantastisch. We klonken als een band die al heel lang samen was.")
De band bracht in november 2002 haar debuutalbum Audioslave uit. Ondanks matige recensies, werd het album meer dan drie miljoen keer verkocht. Tijdens de opnames van het album zat Cornell in een persoonlijke crisis, waarin hij twee maanden in een ontwenningskliniek doorbracht, scheidde van zijn eerste vrouw Susan Silver en zijn vriend Layne Staley verloor.
Audioslaves tweede album Out of Exile kwam uit in mei 2005 en werd ook platina. Cornell zei nog nooit eerder zoveel persoonlijke nummers te hebben geschreven voor een album als op Out of Exile, wat te maken had met de positieve wending die zijn leven in die periode gekregen heeft. In mei 2006 werd Audioslave de eerste Amerikaanse band die speelde op Cuba. Datzelfde jaar kwam de bands laatste album Revelations uit. Het album kreeg gemengde recensies en ook de verkoopcijfers vielen tegen. Een mogelijke oorzaak hiervan was dat een aanvullende tournee voor het album werd uitgesteld, omdat Cornell zich wou focussen op zijn tweede soloalbum en ook gitarist Tom Morello bezig was met een solodebuut. Ook lagen er plannen op tafel voor een reünie van Rage Against the Machine. Op 15 februari 2007 bracht Cornell het statement naar buiten dat hij uit Audioslave stapte wegens 'onoverkomelijke persoonlijke conflicten en muzikale meningsverschillen'. Gezien de andere bandleden weer met Zack de la Rocha gingen spelen als Rage Against the Machine, betekende dit het einde van Audioslave.

### 2007-2017: rentree als soloartiest

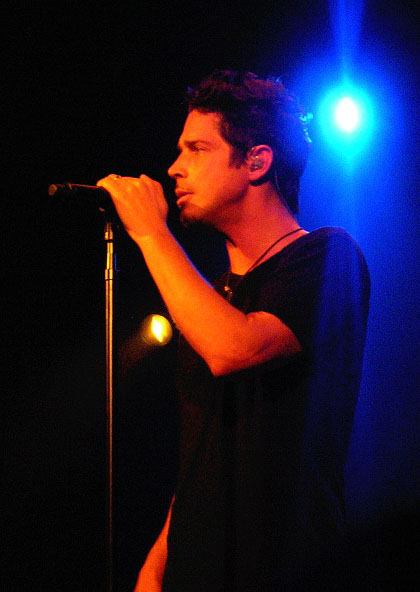
Cornell tijdens een optreden in de Melkweg in Amsterdam op 22 mei 2007.

Cornell schreef in 2006 het nummer You Know My Name als soundtrack voor de James Bondfilm Casino Royale en werd hiermee de eerste Amerikaanse zanger die de titelsong van een Bondfilm verzorgde. Het nummer was de eerste opname voor zijn tweede soloalbum Carry On uit 2007. Het album kreeg gemengde beoordelingen van recensenten en werd wereldwijd zo'n 300.000 keer verkocht. Behalve "You Know My Name" staat er ook een cover van Michael Jacksons Billie Jean op het album.
In 2007 toerde Cornell met Aerosmith in hun Britse tournee en in 2008 met Linkin Parks Projekt Revolution-tour.
Cornell werkte met producent Timbaland aan zijn derde soloalbum Scream, dat uitkwam op 10 maart 2009. De gitaarrock-stijl waar hij bekend om is ruilde Cornell op dit album in voor elementen uit elektronica en r&b. Critici reageerden matig tot negatief op het album en ook commercieel viel het album tegen. "Part of Me" was de eerst uitgegeven Europese single van het album.
In augustus 2011 bracht Cornell de single "The Keeper" uit. Hij schreef dit nummer voor de speelfilm Machine Gun Preacher (2011). Drie maanden later verscheen het livealbum Songbook met uitvoeringen van nummers uit verschillende periodes van Cornells carrière alsmede een cover van "Thank You" van Led Zeppelin en "Imagine" van John Lennon. Het album vloeide voort uit akoestische soloshows die Cornell speelde tussen 2009 en 2013.
Op 18 september 2015 bracht Cornell Higher Truth uit, zijn vierde studioalbum als soloartiest. Dit album was matig tot goed ontvangen.

### 2010-2017: reünie Soundgarden

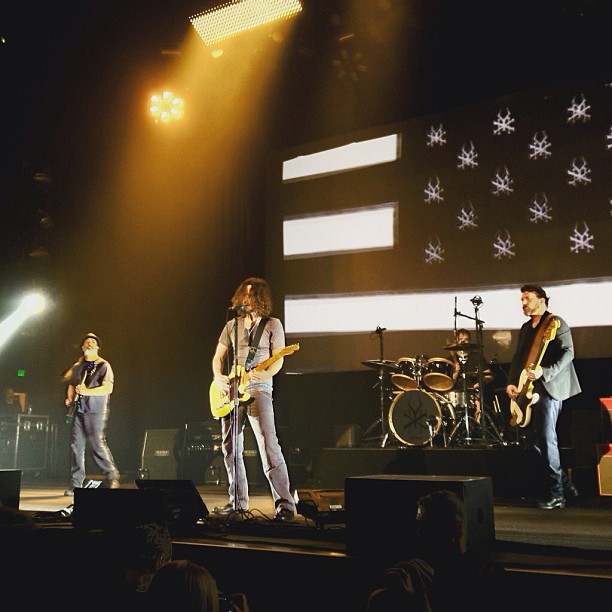
Cornell (tweede van links) met Soundgarden in februari 2013.

Op 1 januari 2010 verklaarde Cornell via zijn Twitter-account dat Soundgarden weer bij elkaar zou komen. Hierna werd al gauw een officiële Soundgarden-website gelanceerd.
Op 5 april 2010 werd bevestigd dat de band op 8 augustus 2010 op het Lollapalooza-festival in Chicago zou staan.
Op 16 april 2010 trad de band voor het eerst sinds 1997 weer op. Onder de naam 'Nudedragons', een anagram van Soundgarden, speelde de band in Seattle een anderhalf uur lange setlist. Tickets voor het optreden waren binnen vijftien minuten uitverkocht.
Soundgarden bracht op 28 september 2010 het compilatiealbum Telephantasm uit, dat werd bijgeleverd met de game Guitar Hero: Warriors of Rock. Op de eerste verkoopdag ging het album al meer dan een miljoen keer over de toonbanken en bereikte het de platina-status.
In november 2012 bracht Soundgarden King Animal uit, hun eerste studioalbum sinds 1996.

## Nevenprojecten

### Temple of the Dog
Toen Cornell in Soundgarden zat, heeft hij een album opgenomen met toekomstig leden van Pearl Jam. De band heette Temple of the Dog en was een eerbetoon aan Mother Love Bone-zanger Andrew Wood, een vriend van Cornell die op 19 maart 1990 was overleden aan een overdosis heroïne. Vlak na diens dood schreef Cornell de nummers "Say Hello 2 Heaven" en "Reach Down" voor Wood. Uiteindelijk benaderde hij Woods voormalig bandgenoten Stone Gossard en Jeff Ament om een album op te nemen als eerbetoon aan Wood. De line-up bestond uit Stone Gossard, Jeff Ament, Mike McCready, Matt Cameron, Eddie Vedder en Chris Cornell. Later zou uit deze formatie de band Pearl Jam ontstaan. Het gelijknamige album kwam uit in april 1991 en bereikte de platina-status, hoewel dat pas gebeurde na de doorbraak van Pearl Jam in 1992.

### Samenwerkingsvormen
Tussen 1986 en 1987 maakte Cornell deel uit van de satirische western swing-band Center for Disease Control Boys. Hij was producent en achtergrondzanger op het album Uncle Anesthesia (1991) van de Screaming Trees. Als onderdeel van Alice Mudgarden droeg hij bij aan het nummer "Right Turn" dat verscheen op het Alice in Chains-album Sap uit 1992. Ook zong hij op de door hemzelf geschreven nummers "Stolen Prayer" en "Unholy War" van Alice Cooper van zijn album The Last Temptation uit 1994. Onder de naam M.A.C.C. nam hij met Mike McCready, Jeff Ament en Matt Cameron de Jimi Hendrix-cover "Hey Baby (Land of the New Rising Sun)" op voor het tributealbum Stone Free: A Tribute to Jimi Hendrix (1993). Op het titelloze debuutalbum van Slash, dat uitkwam in april 2010, zong hij in het nummer "Promise".

## Privéleven
Cornell was tot 2004 getrouwd met Susan Silver, manager van Alice in Chains en Soundgarden, met wie hij een dochter had. Na de scheiding van zijn eerste vrouw hertrouwde hij met de Grieks-Amerikaanse publiciste Vicky Karayiannis. Met haar had hij twee kinderen. Cornell woonde in Los Angeles.
Hij exploiteerde een restaurant in Parijs genaamd 'Le. Bc Black Calvados'. Cornell hield van snowboarden en mountainbiken in zijn vrije tijd en was een fervent lezer van boeken over filosofie en Oosterse culturen. Sylvia Plath was een van zijn favoriete auteurs.
Chris Cornell overleed in de nacht van 17 op 18 mei 2017 op 52-jarige leeftijd in Detroit, nadat hij op de avond van 17 mei met Soundgarden een concert had gegeven in die stad. Uit de lijkschouwing bleek dat hij door ophanging een einde aan zijn leven had gemaakt. De band sloot het concert af met het nummer Slaves & Bulldozers, waarin ze delen hadden verwerkt van de gospelklassieker In My Time of Dying, zoals die werd uitgevoerd door rockband Led Zeppelin. Cornells laatste concert verscheen later op YouTube.

## Discografie

### Solo

#### Studioalbums
- Euphoria Morning (1999)
- Carry On (2007)
- Scream (2009)
- Higher Truth (2015)

#### Livealbum
- Songbook (2011)

#### Compilatiealbum
- The Roads We Choose - A Retrospective (2007)

#### Ep
- Part of Me Remix EP (2009)

#### Singles
- "Flutter Girl" (1999)
- "Can't Change Me" (1999)
- "When I'm Down" (1999)
- "Preaching the End of the World" (2000)
- "You Know My Name" (2006)
- "No Such Thing" (2007)
- "Arms Around Your Love" (2007)
- "She'll Never Be Your Man" (2007)
- "Billie Jean" (2007)
- "Long Gone" (2008)
- "Watch Out" (2008)
- "Ground Zero" (2008)
- "Scream" (2008)
- "Part of Me" (2009)
- "Long Gone" (heruitgave) (2009)
- "Stop Me" (2009)
- "The Keeper" (2011)
- "Nearly Forgot My Broken Heart" (2015)

### Soundgarden

#### Studioalbums
- Ultramega OK (1988)
- Louder Than Love (1989)
- Badmotorfinger (1991)
- Superunknown (1994)
- Down on the Upside (1996)
- King Animal (2012)

Voor een compleet overzicht zie discografie Soundgarden.

### Temple of the Dog

#### Studioalbum
- Temple of the Dog (1991)

### Audioslave

#### Studioalbums
- Audioslave (2002)
- Out of Exile (2005)
- Revelations (2006)

Voor een compleet overzicht zie discografie Audioslave.

## Hitnoteringen
| Album met eventuele hitnotering(en) in de Nederlandse Album Top 100 | Datum van verschijnen | Datum van binnenkomst | Hoogste positie | Aantal weken | Opmerkingen |
| ------------------------------------------------------------------- | --------------------- | --------------------- | --------------- | ------------ | ----------- |
| Euphoria Morning                                                    | 21-09-1999            | 09-10-1999            | 89              | 1            |             |
| Carry On                                                            | 25-05-2007            | 02-06-2007            | 33              | 4            |             |
| Scream                                                              | 06-03-2009            | 14-03-2009            | 61              | 1            |             |
| Higher Truth                                                        | 18-09-2015            | 26-09-2015            | 27              | 1            |             |

| Album met hitnotering(en) in de Vlaamse Ultratop 200 albums | Datum van verschijnen | Datum van binnenkomst | Hoogste positie | Aantal weken | Opmerkingen |
| ----------------------------------------------------------- | --------------------- | --------------------- | --------------- | ------------ | ----------- |
| Higher Truth                                                | 18-09-2015            | 26-09-2015            | 80              | 2            |             |
| Chris Cornell - Anthology                                   | 16-11-2018            | 24-11-2018            | 124             | 4            |             |

| Single met eventuele hitnotering(en) in de Nederlandse Top 40 | Datum van verschijnen | Datum van binnenkomst | Hoogste positie | Aantal weken | Opmerkingen              |
| ------------------------------------------------------------- | --------------------- | --------------------- | --------------- | ------------ | ------------------------ |
| Part of Me                                                    | 09-02-2009            | -                     |                 |              | Nr. 77 in Single Top 100 |

| Single met hitnotering(en) in de Vlaamse Ultratop 50 | Datum van verschijnen | Datum van binnenkomst | Hoogste positie | Aantal weken | Opmerkingen |
| ---------------------------------------------------- | --------------------- | --------------------- | --------------- | ------------ | ----------- |
| You Know My Name                                     | 13-11-2006            | 16-12-2006            | tip1            | -            |             |
| You never knew my mind                               | 02-03-2018            | 10-03-2018            | tip             | -            |             |